# Motar
Motar (obalni petrovac, šćulac, obalac, petrovac, primorski petrovac, primorski obalac, matar, lat. Crithmum maritimum L.) je polugrmovita biljka iz reda (Apiales), porodice štitarki (Apiaceae) i roda (Crithmum).

## Opis biljke
Trajna i snažna, pri podnožju odrvenjela štitarka, koja može narasti do 50 cm visoko. Štitasti cvatovi sa zelenkastožutim cvjetićima razvijaju se u kolovozu i rujnu. Nalazi se na našem priobalju u neposrednoj blizini mora, gdje obilno raste iz stijena i u pijesku. Raširena je po cijelom obalnom pojasu Europe, pa i u hladnijim krajevima. 

## Uporaba
Mesnati i čvrsti listovi imaju slan i aromatičan okus. Pomorci su listove motara u prošlosti nosili uložene u octu na svoje plovidbe kao sredstvo protiv skorbuta. Svježe ubrani listovi su zapravo relativno siromašni vitaminom C. Sušenjem listova dio eteričnog ulja (kojemu je glavni sastojak dilapiol) ispari, pa se mogu prirediti jela s blažim mirisom.
Upotrebljava se u prehrani, za salate, ukiseljena i za umake, ali i u medicini kao antiskorbutik i diuretik.
Shakespeare spominje ovu biljku u drami Kralj Lear (1623.) gdje Edgar govori slijepu Gloucesteru praveći se da su na strmoglavoj uzvisini: "Napol puta dolje visi netko tko bere matar, grozno zvanje!" ("Half-way down, Hangs one that gathers samphire; dreadful trade!")
Eugen Kumičić spominje ovu biljku u romanu Sirota (1885.) u kraju kod istarske uvale Brestova: "Dan bijaše sparan. Sure su se klisure i gladke litice sjajile u sunčanom žaru, a u dragi nad jazom titraše vrući zrak kao tanahna prozirna maglica, kroz koju se srebrnio gorski slap. Od sunca zalaštilo se more. (...) Medju kamenjem proviruje kus i po koji uvenuli busen margriža. Riedke se borovice zelene, a svjež je i šćulac, što niče iz pukotina nad samim morem."

## Galerija
- C. maritimum
- Štitasti cvjetovi motara u Kvarnerskom primorju u rujnu
- Motar je česta biljka na našim markintama
- Crithmum maritimum